# Sergentomyia asiatica
Sergentomyia asiatica är en tvåvingeart som först beskrevs av Oskar Theodor 1933.  Sergentomyia asiatica ingår i släktet Sergentomyia och familjen fjärilsmyggor. Inga underarter finns listade i Catalogue of Life.